# Histone H2B
 (septembre 2018).
Si vous disposez d'ouvrages ou d'articles de référence ou si vous connaissez des sites web de qualité traitant du thème abordé ici, merci de compléter l'article en donnant les références utiles à sa vérifiabilité et en les liant à la section « Notes et références ».
 (septembre 2018).
- Si vous ne connaissez pas le sujet, laissez ce bandeau (vous pouvez alors contacter les auteurs).
- Si vous supprimez le contenu mis en cause (vous pouvez préalablement contacter les auteurs),

argumentez précisément cette suppression dans la page de discussion
(un manque de référence n'est pas un argument ; une recherche réelle de référence doit avoir été effectuée, être formellement documentée).
 (septembre 2018).
L’histone H2B est l’une des cinq principales protéines histone principales dans la structure des nucléosomes  et de la chromatine des cellules eucaryotes.

## Structure
L'histone H2A est une protéine structurelle légère (126 acides aminés) , chargée positivement. Cette charge permet une bonne interaction avec les groupes phosphatés, chargés négativement, qui sont présents dans l’ADN . Ce qui différencie l’histone H2B des autres histones c’est sa structure optimisée pour les liaisons histone-histone et histone-ADN.
Les 2 queues de l’histone, dirigées vers l’extérieur et accrochés au centre globulaire, sont très impliqués dans la condensation de la chromatine en structure en «collier de perle». Deux histones H2B se lient avec 2 histones H2A, H3 et H4 afin de former le coeur octamère du nucléosome qui donnera ensuite sa structure à l’ADN . Pour faciliter ces liaisons les histones H2B se lient en premier lieu aux histones H2A pour former des hétérodimères  qui s’accrocheront ensuite aux hétérotetramères formés par des histones H3 et H4. Ce complexe donnera sa forme de disque au nucléosome. L’ADN va ensuite s’enrouler autour du nucléosome par groupe de 160 bases jusqu’à ce que toute la chromatine soit condensée. 
Deux copies de l'histone H2B sont jointes avec deux copies de chacune des histones H2A, histones H3, et l'histones H4 pour former l'octamère cœur du nucléosome pour structurer l'ADN. Afin de faciliter cette formation, l'histone H2B se lie en premier à des histones H2A pour former un hétérodimère. Deux de ces hétérodimères se lient ensuite avec un hétérotétramère constitué de l'histone H3 et l'histone H4, donnant au nucléosome sa caractéristique forme de disque. L'ADN est ensuite enroulé autour de l'ensemble du nucléosome sur une longueur d'environ 160 paires de bases . L'enroulement continue jusqu'à ce que toute la chromatine ait été compactée en nucléosomes .

## Fonction
L'histone H2B est une protéine qui participe à la condensation et la décondensation de la chromatine durant la mitose et la méiose. La chromatine s'enroule autour des nucléosomes (des molécules composées de plusieurs histones) ce qui lui permet de se condenser en chromosome.L'histone H2B joue notamment un rôle essentiel dans la formation du centromère. Associé aux autres histones elle participe aux fonctions nucléaires comme la transcription, la réplication ou bien la réparation de l'ADN.
L'acétylation et ubiquitination sont deux exemples de modifications post-traductionnelles qui affectent la fonction de l'histone H2B d'une façon particulière. Hyperacétylation des histones queues aide à l'ADN protéines de liaison à l' accès de la chromatine par l'affaiblissement de l'histone-ADN et nucléosome nucléosome interactions. En Outre, l'acétylation de l'un spécifique de la lysine résidus se lie à base de brome domaines de certains de transcription de la chromatine et de la réglementation des protéines. Cet accueil facilite le recrutement de ces protéines à la bonne région du chromosome. Ubiquitination des histones H2B est souvent observée dans les régions de transcription active. Par le biais de la facilitation de remodelage de la chromatine, il stimule l'élongation de la transcription , et ouvre la voie à de nouvelles modifications qui régulent plusieurs éléments de la transcription plus Précisément, l'ubiquitine sur l'histone H2B s'ouvre et se déploie régions de la chromatine permettant la transcription de la machinerie d'accès pour le promoteur et les régions codantes de l'ADN.
Alors que seulement quelques isoformes de l'histone H2B ont été étudiées en profondeur, les chercheurs ont constaté que l'histone H2B variantes servent des rôles importants. Si certaines variantes cessé de fonctionner, les centromères ne ferait pas correctement, l'intégrité du génome seraient perdus, et les dommages de l'ADN réponse serait réduit au silence. plus Précisément, dans certains inférieur eucaryotes, une histone H2B variante se lie à une histone H2A variante appelée H2AZ, se localise à l'actif des gènes, et prend en charge la transcription de ces régions. Chez la souris, une variante appelée H2BE permet de contrôler l'expression de l'olfactif gènes. Cela appuie l'idée que les isoformes de l'histone H2B peuvent avoir des fonctions spécialisées dans les différents tissus.

## Isoformes
Il existe 16 variantes d'histone H2B chez l'Homme, elles possèdent toutes des protéines similaires mais présentent des variations au niveau de leur séquence d'acides aminés. Ces variantes, appelées isoformes, présentent le même nombre d'acides aminés et peu de différences de séquençage (seulement deux à cinq des acides sont différents).  Treize de ces variantes sont exprimées dans les cellules somatiques et trois sont exprimées dans les cellules germinales.
On trouve les isoformes dans des régions spécifiques de la chromatine, et celles-ci réagissent différemment avec les protéines qui les entourent.  Les isoformes possèdent des modifications post-translationnelles différentes et sont plus ou moins stables. Par conséquent, elles possèdent des fonctions différentes dans différents tissus.Les histones H2B sont généralement exprimées par réplication d'ADN d'une manière indépendante.  La plupart des isoformes de l'histone H2B sont ajoutées lors de la phase S de l'interphase mais certaines sont ajoutées à d'autres moments de la réplication cellulaire. Leur niveau de production est constant tout au long de la réplication, on peut étudier ces histones grâce à la méthode de l'"HistoneDB with Variants" database.

## Modifications Post-Traductionnelles
L’histone H2B est modifiée par combinaison de différents types de modification post traductionnelle. Ces modifications affectent la structure et la fonctionnalité de la chromatine. La majorité peut être trouvée hors du domaine globulaire du nucléosome où les  résidus des acides aminés sont plus accessibles. Les modifications possibles sont l’acétylation, la méthylation , la phosphorylation,  l'ubiquitination et la sumoylation. L’acétylation, la phosphorylation, and l’ubiquitination sont les modifications les plus communes et étudiées des histones H2B. 

### L'acétylation
Les protéines histones H2B sont trouvées dans les promoteurs et les séquences codantes  des gènes contenant des  caractéristiques spécifiques de hyperacetylation et de hypoacetylation sur certains résidus de lysine trouvés dans l’extrémité N-terminale. L'Acétylation dépend de l’Acétyltransférase spécifique à l’histone qui travaille dans les promoteurs de gènes durant l’activation transcriptionnelle. Ajouter un groupe d’acétyle aux résidus de lysine dans l’une des nombreuses positions dans l’acide aminé contribue à l’activation de la transcription. L’acétylation des extrémités N-terminale de l’histone H2B est considérée comme étant une partie importante de la régulation de la transcription des gènes. .

### La Phosphorylation
Un résidu de sérine ou thréonine phosphorylé active la transcription. Quand une cellule connaît un stress métabolique, une AMPK phosphoryle la lysine à la position 36 dans l’histone H2B du promoteur et les séquences codantes sur l’ADN, ce qui aide à la régulation de l’élongation transcriptionnelle. Si les cellules reçoivent de multiples stimuli apoptotiques, caspase-3 active les kinases Mst1 ce qui  phosphoryle la serine à la position 14 dans toutes les protéines de l’histone H2B, ce qui facilite la condensation de la chromatine. Les dommages de l’ADN entraînent la même réponse très rapidement pour aider à réparer l’ADN.   

### L'Ubiquitination
Les résidus ubiquitine sont le plus souvent ajoutés à la lysine à la position 120 dans l’histone H2B. L’ubiquitination des résidus de la  lysine inhibe la transcription. Les scientifiques ont découvert d’autres places où l’ubiquitination se produit ces dernières années , mais elles ne sont pas encore bien étudiées ni bien comprises. La conjugaison-ubiquitine des enzymes et les ligases ubiquitinées régulent l’ubiquitination de l’histone H2B. Ces enzymes utilisent la co-transcription pour conjuguer l’ubiquitine de l’histone H2B. Le taux de l'ubiquitination de l’histone H2B varie dans le cycle de la cellule. Toutes les fractions de l’ubiquitine sont enlevés durant la métaphase et se conjugue durant l’anaphase.